# Nathan Page
Nathan Page né le 25 août 1971 à Perth, (Australie-Occidentale) est un acteur australien connu pour son rôle de l'inspecteur Jack Robinson dans la série Miss Fisher enquête et ancien cycliste sur piste.

## Biographie
Né dans une famille de militaires de l'armée de l'air, Nathan parcourt l'Australie. Il commence le vélo à 14 ans et à 16 ans, il intègre l'Australian Institute of Sport. Il entame une carrière cycliste.

## Carrière cycliste
À l'Australian Institute of Sport, il côtoie Stuart O'Grady et court en Europe aux côtés de Lance Armstrong. Il passe professionnel en 1990 mais arrête sa carrière en 1991 et il abandonne ses rêves de devenir un champion cycliste car il est l'un des rares cyclistes de la tournée européenne à vouloir rester propre et ne pas se doper. Après sa seconde place au championnat du monde juniors de Moscou, il dit : « Si je prenais les médicaments que mes concurrents prenaient, je serais devenu cinq fois champion du monde, cela ne fait aucun doute. Mais parce que je suis resté propre, vous pouvez les battre de temps en temps, mais pas tout le temps. En fin de compte, je me souviens d'avoir pensé à Moscou « Je sais que je suis rapide, la quantité de travail que j'ai fourni, je suis si proche, mais ces gars-là ont pris des quantités massives de stéroïdes et d'EPO et je ne peux tout simplement pas rivaliser. »

### Palmarès sur piste

#### Championnats du monde juniors
- 1988 à Odense (Danemark)
  -  Médaillé de bronze de la poursuite individuelle
  -  Médaillé d'argent de la poursuite par équipes (avec Darren Winter, Mark Kingsland et David Bink)
- 1989 à Moscou (URSS)
  -  Médaillé d'argent de la poursuite par équipes (avec Simon Lalder, Brett Aitken et David Bink)

### Retour en amateur
Entre deux tournages il participe a quelques courses amateur.
- 2008 : 2e à Lotoja Classic, (Logan), Jackson (Wyoming), États-Unis
- 2009 : 2e à East Canyon-Echo Road Race, (Henefer), Henefer (Utah), États-Unis
- 2012 : 3e à Randwick Bottany Cycling Club, (Randwick, Criterium), Randwick (Nouvelle Galles du Sud), Australie

## Carrière artistique

### Cinéma
- 1999 : Strange Fits of Passion : Simon
- 2000 : Sample People : Len
- 2006 : Alex's Party : un trafiquant de drogue
- 2007 : Noise : Nigel Gower
- 2008 : Scorched : Gavin
- 2009 : Accidents Happen
- 2009 : The Boys Are Back
- 2010 : Wicked Love: The Maria Korp Story : Detective Bradley
- 2011 : Panic at Rock Island : Matthew Cross
- 2011 : Sleeping Beauty
- 2013 : Vote Yes : Howard
- 2020 :  Miss Fisher et le Tombeau des larmes de Tony Tilse (en) : John "Jack" Robinson

### Télévision
- 2002 : White Collar Blue (en) (1 épisode) : Rick Calliope
- 2003 : Nos vies secrètes (12 épisodes) : Charlie
- 2007 : Summer Bay (1 épisode) : Colin Marshall
- 2009 : Underbelly (3 épisodes) : Ray "Chuck" Bennett
- 2009 : All Saints (1 épisode) : Paul
- 2011 : Paper Giants: The Birth of Cleo (en) (2 épisodes) : Alasdair "Mac" Macdonald
- 2012 : Redfern Now (en) (1 épisode)
- 2012-2015 : Miss Fisher enquête : John "Jack" Robinson
- 2013 : Underbelly: Squizzy (en) (4 épisodes) : Henry Stokes
- 2015 : Hiding (TV series) (en) (8 épisodes) : Kosta "Koz" Krilich

## Vie privée
Nathan Page vit dans la banlieue de Melbourne avec sa femme, la danseuse et chorégraphe néo-zélandaise Sarah-Jayne Howard depuis le 1er janvier 2002 et leurs deux fils Duke et Frankie